# Punt (American Football)

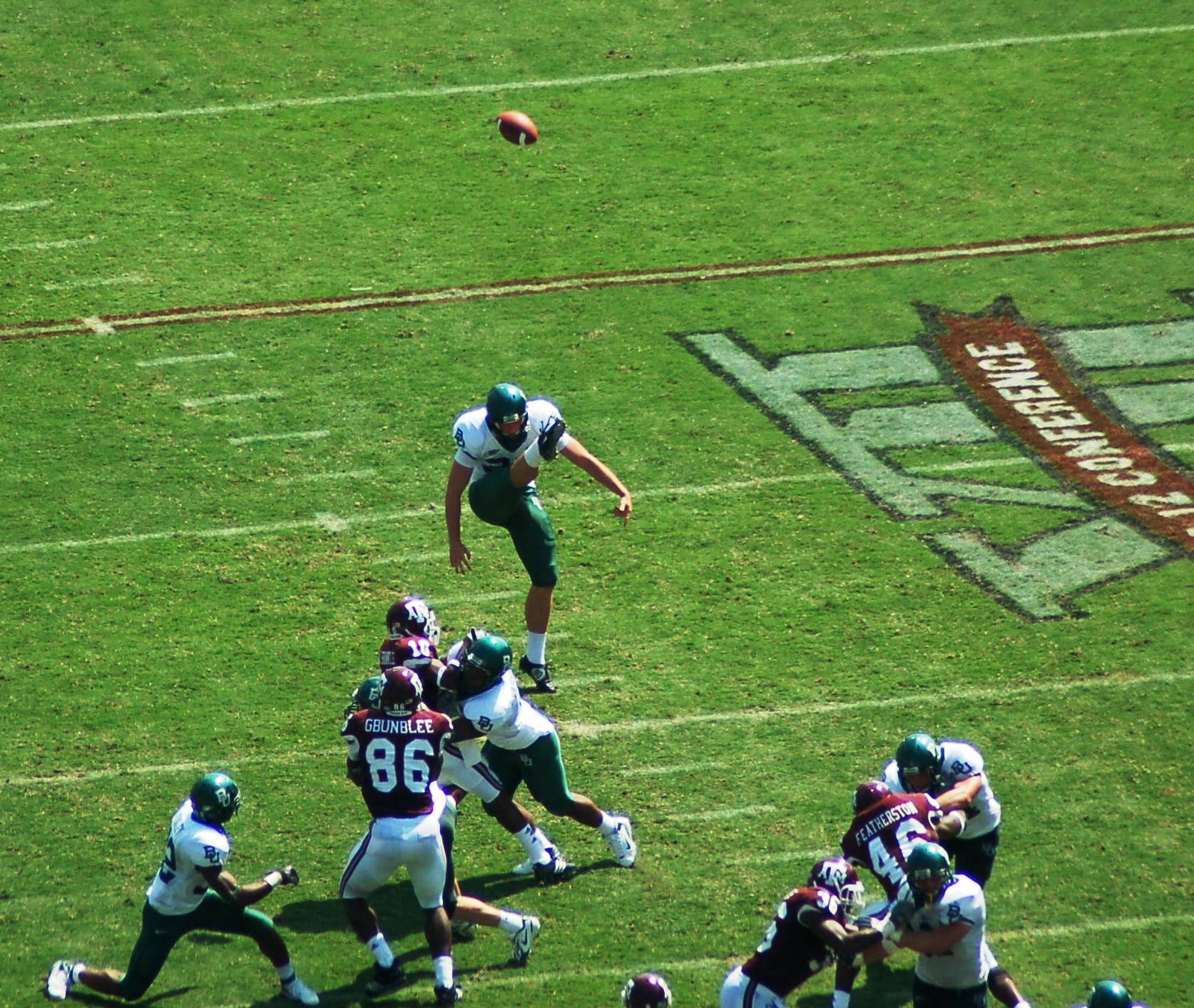
Punt der Baylor Bears (in grün-weißen Trikots) gegen Texas A&M

Der Punt ist ein Spielzug und eine Kicktechnik im American Football und Canadian Football, bei dem der Punter den Football fallen lässt und, noch bevor er auf dem Boden auftrifft, zur gegnerischen Mannschaft kickt. Da beim Punt meistens die Spieler der gegnerischen Mannschaft das Recht haben, den Ball als erste vor den Spielern der puntenden Mannschaft zu berühren, führt ein Punt praktisch immer zum Verlust des Angriffsrechts.

## Ausführung

### American und Canadian Football
Der Punt wird in der Regel ausgeführt, wenn nach dem vorletzten Versuch absehbar ist, dass der Raumgewinn von zehn Yards im letzten Versuch nicht erreichbar ist und die Distanz für ein Field Goal zu weit ist. Während sich zwei läuferisch besonders starke Spieler (die sogenannten Gunner) rechts und links außen an der Line of Scrimmage aufstellen und sofort nach dem Snap in Richtung gegnerische Endzone rennen, versuchen acht Mann dem Punter, der etwa 15 Yards weiter hinten steht, durch Blocken Zeit zu geben, den Ball nach dem Longsnap mit einem Fallkick wegzupunten. Der weitere Verlauf des Spielzugs kann unterschiedlich sein und ist von Sportart zu Sportart unterschiedlich.
In beiden Sportarten versucht der Punter der angreifenden Mannschaft den Ball so weit wie möglich in die gegnerische Hälfte zu kicken. Der Punt Returner der gegnerischen Mannschaft fängt den Ball und trägt ihn so weit wie möglich vorwärts. Die vormals angreifende Mannschaft versucht den Ballträger so schnell wie möglich und so weit hinten wie möglich durch ein Tackle zu stoppen. Fliegt, springt oder rollt der Punt über die Seitenlinie ins Aus, beginnt die Offense danach an genau dieser Stelle. Präzise Punter können die gegnerische Mannschaft dadurch nahe ihrer eigenen Endzone festnageln.

### American Football
Bemerkt der Punt Returner, dass die heranstürmenden Gunner zu nah sind und kein Return möglich ist, so kann er einen Fair Catch signalisieren und der Spielzug ist an der Stelle beendet, an der er den Ball fängt, ohne dass er getackelt werden darf. Kickt der Punter den Ball so weit, dass er die Goalline erreicht, so führt das zu einem Touchback, woraufhin das ehemals verteidigende Team an der eigenen 20-Yard-Linie seine Angriffsserie beginnt. Ein Touchback kann auch erzielt werden, wenn der Ball auf den Boden trifft und von der gegnerischen Mannschaft unberührt bis in die Endzone rollt oder springt. Berührt der Returner den Ball nicht, wird das Team, das gepuntet hat, den Ball in der Nähe der Endzone fangen oder den rollenden Ball berühren; da sie damit das generelle Recht der gegnerischen Mannschaft verletzt, den Ball zuerst zu berühren, verwirkt sie im aktuellen Spielzug an dieser Stelle jegliches Recht auf den Ball. Mit dieser sogenannten „First Touching Violation“ wird der Ball daran gehindert, in die Endzone zu rollen. Anstelle eines Touchbacks und dem anschließenden Scrimmage an der 20-Yard-Linie muss die gegnerische Mannschaft nun ihre Angriffsserie weit hinten ganz nah an der Endzone an der Stelle der „Violation“ beginnen. Berührt der Returner vor den Gegnern den Ball, gewinnt aber keine Kontrolle über ihn (Muff), so wird der Ball frei und beide Mannschaften, auch Spieler der puntenden, können ihn erobern, ähnlich einem Fumble. Erobert ein Spieler der puntenden Mannschaft den gemufften Ball, so ist der Spielzug jedoch augenblicklich an der Stelle der Eroberung beendet.
Im American Football darf der Ball nicht nach Überquerung der Line of Scrimmage gepuntet werden. Wird dagegen verstoßen, wird vom Ort des Punts aus eine Strafe von zehn Yards verhängt.

### Canadian Football
Im Canadian Football darf jeder Punt vom gegnerischen Team und kickenden Teams erobert werden. Spieler des kickenden Teams haben dabei dieselben Rechte den Ball zu erobern wie die Spieler des erwartenden Teams, wenn sie zum Zeitpunkt des Punts hinter dem Punter waren (Onside). Versucht ein Spieler der erwartenden Mannschaft den Ball zu erobern, darf sich bis zur ersten Berührung kein Offside-Spieler der gegnerischen Mannschaft in einem Umkreis von fünf Yards von diesem befinden, sonst wird eine Strafe (No Yards) ausgesprochen. Diese Strafe beträgt fünf Yards, wenn der Ball bereits den Boden berührte und fünfzehn Yards, wenn der Ball aus der Luft gefangen wird. Fair Catches gibt es im Canadian Football nicht. Wird der Ball beim Punt in der Endzone zu Boden gebracht, so wird ein Single gegeben.
Im Canadian Football darf auch hinter der Line of Scrimmage und auch nach einem Vorwärtspass gepuntet werden. Es gelten dieselben Regeln wie beim regulären Punt.

## Puntformationen

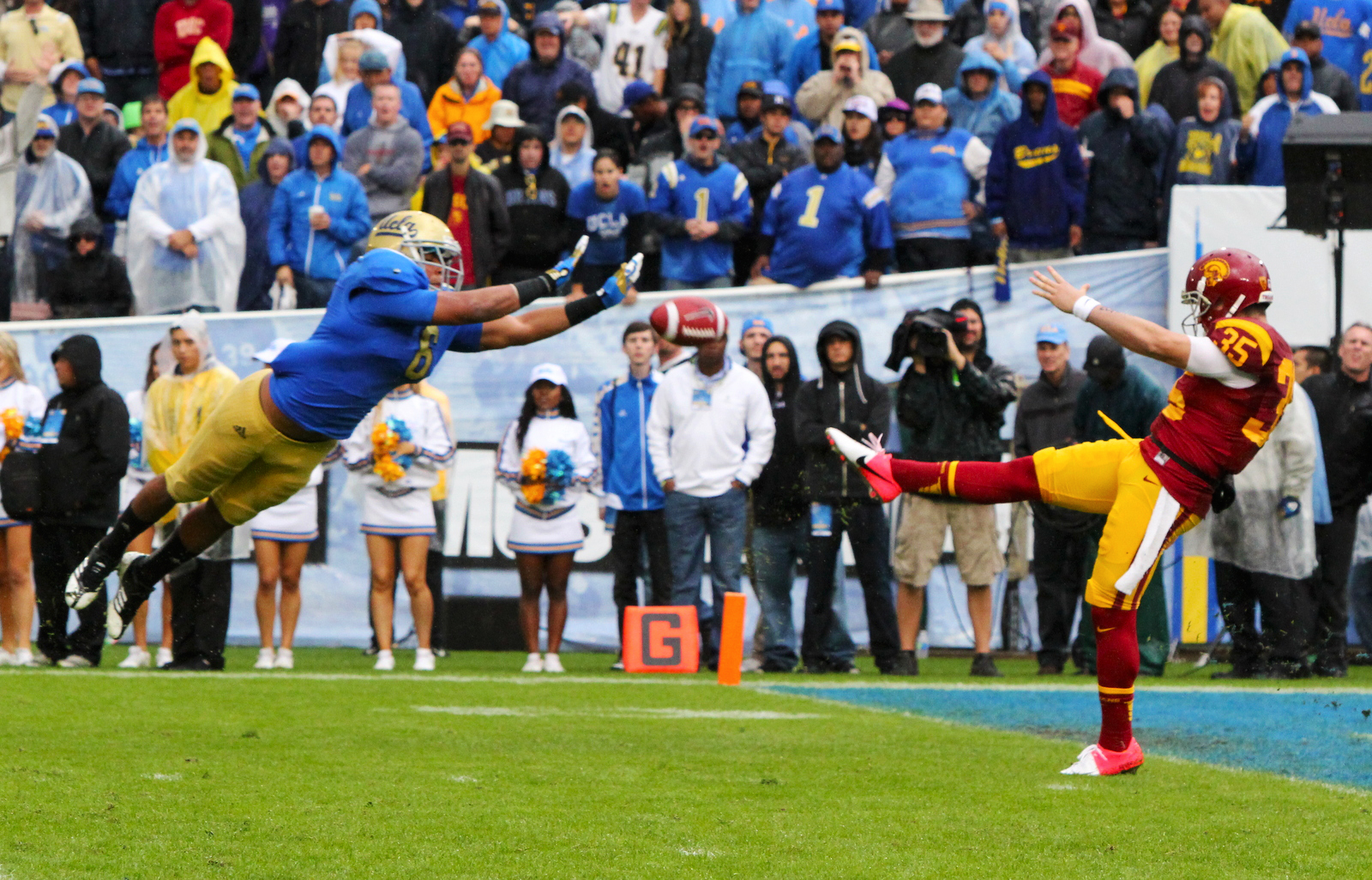
Eric Kendricks von UCLA (Nr. 6) beim Blocken eines Punts im Spiel gegen USC

Bei der Shield Punt Formation positioniert sich eine Offensive Line aus fünf Spielern, die zwei bis vier Yards voneinander entfernt stehen. Eng bei ihnen steht an jeder Seite ein Gunner. Etwa sechs Yards hinter ihnen stehen drei Spieler die den sogenannten Shield bilden, dahinter befindet sich der Punter. Der mittlere Spieler des Shields befindet sich dabei anfangs hinter einem der beiden anderen Spieler, damit der Snap ungehindert zum Punter gelangen kann. Erst danach bildet er mit den anderen eine Reihe. Die Spieler an der Line of Scrimmage blocken ihre Gegenspieler kurz an und laufen dann bereits das Feld herunter. Alle Gegner die durchgekommen sind, werden nun von den Spielern im Shield aufgenommen, die die Blocks deutlich länger halten. Da in der NFL die Spieler vor dem Punt nicht die Line of Scrimmage überqueren dürfen, findet sich diese Formation vor allem in der NCAA wieder. Vorteilhaft ist diese Formation in der Hinsicht, dass sie eine schnellere Deckung des Punt Returners ermöglicht. Nachteilig ist, dass der Punter anstürmende Gegner meist erst sehen kann, wenn sie das Shield bereits durchbrochen haben und den Punt blocken.
Die Spread Punt Formation ist die häufigste Puntformation. Sie besteht aus einer Offensive Line und acht bis zehn Yards von ihnen entfernt auf beiden Seiten stehende Gunner. Neben der Offensive Line, jedoch leicht nach hinten versetzt stehen zwei weitere Spieler und fünf Yards hinter einem der Guards steht ein Upback. Etwa fünfzehn Yards hinter dem Long Snapper steht dann der Punter. Diese Formation ist anfällig gegen das Überladen einer Seite durch die Gegenspieler. Eine Variation dieser Formation ist die Tight Punt Formation. Hierbei werden die Gunner durch zusätzliche Blocker ersetzt und der Punter steht nur etwa zehn Yards hinter dem Long Snapper. Diese Formation wird meist nur nahe der eigenen Endzone ausgeführt, da hier aufgrund der hohen Ausbeute eines Blocks (Touchdown oder Safety) der Rush aggressiver gespielt wird. Da die Endzone nur zehn Yards tief ist, kann unmittelbar an der Goal-Line keine andere Variante gespielt werden. Nachteilig ist die starke Vernachlässigung der Punt Coverage.

## Technik
Beim Kick selbst wird vor allem der Spiral Punt und der End-over-End Punt (auch Rugby Punt) verwendet. Beim End-over-End Punt wird der Ball mit der Spitze nach unten fallen gelassen und die hintere Hälfte des Balles getreten. Dadurch wird dem Ball eine Rotation um die Querachse mitgegeben, welche den Ball nach einem Aufsetzen am Boden in Richtung des Punters statt in Richtung der gegnerischen Endzone rollen lässt. Damit soll ein Touchback verhindert werden. Der Spiral Punt wird hingegen parallel zum Feld fallen gelassen und über die komplette Länge des Balles getreten. Dadurch wird eine Rotation um die Längsachse herbeigeführt, was den Punt richtungstabiler macht. Der End-over-End Punt ist gegenüber dem Spiral Punt besser zu kontrollieren, schwerer zu blocken und zu fangen, hat eine längere Flugdauer (Hang time) und es wird weniger Feinabstimmung zur Bestimmung der Kraft für die gewünschte Länge benötigt. Der Spiral Punt ist dagegen bessere Möglichkeiten Strecken von über 40 Yards zu erzielen.

## Besondere Punts

### Onside Punt
Im Canadian Football gibt es die Möglichkeit, dass das puntende Team den Ball auch ohne Muff erobert. Dafür muss der erobernde Spieler jedoch zum Zeitpunkt des Punts hinter dem Punter gestanden haben, also Onside gewesen sein. Dies wird als Onside Punt bezeichnet, analog zum Onside Kick. Nach einer Eroberung eines Onside Punts darf der Ball auch weiter gespielt werden, ein Unterschied zum Onside Kick. Auch im American Football gibt es den Onside Punt; dabei handelt es sich um den Free Kick nach einem Safety, der gemäß Regelbuch auch als Punt erfolgen kann. Der Ball wird hier möglichst hoch und kurz gepuntet, um möglichst viele Spieler unter den Ball zu bekommen. Im Übrigen gelten die gleichen Regeln wie für den Onside Kick.

### Quick Kick
In der Regel wird ein Team bis zum letzten Down warten, um den Ball zu punten. Wird vor dem vierten bzw. dritten Down gepuntet, so spricht man von einem Quick Kick. Der Punt muss sehr schnell ausgeführt werden, damit er erfolgreich ist. Das Ziel dieser Strategie ist es, die Verteidigung zu überraschen und dem Ball zu ermöglichen, Distanz zu gewinnen oder einfach nur einen Return durch die Verteidigung zu verhindern. Diese Strategie wird selten verwendet, weil sie nicht in der Lage ist, positive Offensivleistungen zu bieten. Seit 1994 wurde der Quick Kick in der National Football League (NFL) achtmal angewandt.
| Datum         | Team     | Gegner     | Quarter | Zeit  | Down | To Go | Ort    | Spielstand | Details                                                                                               |
| ------------- | -------- | ---------- | ------- | ----- | ---- | ----- | ------ | ---------- | --- |
| 16. Okt. 1994 | Eagles   | Cowboys    | 2       |       | 3    | 12    | PHI 4  | 7:0        | Randall Cunningham puntet 80 Yards                                                                    |
| 28. Dez. 2008 | Patriots | Bills      | 4       | 1:18  | 3    | 3     | NWE 40 | 13:0       | Chris Hanson puntet 41 Yards, returnet von Fred Jackson für 30 Yards (getacklet von Matthew Slater)   |
| 6. Okt. 2002  | Raiders  | Bills      | 1       | 11:08 | 3    | 22    | RAI 33 | 0:0        | Shane Lechler puntet 39 Yards, returnet von Charlie Rogers für 12 Yards (getacklet von Zack Crockett) |
| 23. Okt. 1994 | Browns   | Bengals    | 3       |       | 3    | 12    | CLE 21 | 10:13      | Tom Tupa puntet 44 Yards, returnet von Darryl Williams für 4 Yards (getacklet von Eric Metcalf)       |
| 12. Sep. 1999 | Giants   | Buccaneers | 3       | 11:55 | 3    | 4     | NYG 49 | 7:10       | Brad Maynard puntet 40 Yards, Out of Bounds                                                           |
| 10. Okt. 1999 | Cowboys  | Eagles     | 1       | 12:07 | 3    | 8     | PHI 43 | 0:0        | Toby Gowin puntet 41 Yards                                                                            |
| 28. Dez. 2008 | Patriots | Bills      | 4       | 5:16  | 3    | 8     | NWE 41 | 13:0       | Matt Cassel puntet 57 Yards                                                                           |
| 29. Dez. 2013 | Patriots | Bills      | 3       | 7:49  | 3    | 32    | NWE 46 | 16:3       | Tom Brady puntet 32 Yards, Fair Catch von Jim Leonhard                                                |

## Rekorde
Den längsten Punt in der Geschichte des professionellen Footballs hat Steve O’Neal geschossen, der Punter der New York Jets. Sein Punt im AFL-Spiel gegen die Denver Broncos (1969) erreichte 98 Yards. Von seiner eigenen 1-Yard-Linie trat er den Football über Denvers Punt Returner Bill Thompson, so dass er etwa an der 30-Yards-Linie aufprallte und bis an die Goalline rollte, ehe ihn Thompson aufhob und bei einem Yard Raumgewinn getackelt wurde. Den längsten Punt im College Football erzielte mit 99 Yards Pat Brady 1950 für Nevada gegen Loyola Marymount. Der längste Punt in der Geschichte der Canadian Football League betrug 108 Yards. Erstmals gelang dies Zenon Adrusyshyn am 14. September 1977 für die Toronto Argonauts gegen die Calgary Stampeders und erneut Chris Milo am 29. Oktober 2011 für die Saskatchewan Roughriders gegen die Hamilton Tiger-Cats.

## Sinnhaftigkeit
Untersuchungen David Romers von der University of California at Berkeley ergaben, dass das Punten in der eigenen Hälfte nur vorteilhaft wäre, wenn die Mannschaft mehr als vier Yards für ein neues First Down erreichen müsste. In der gegnerischen Hälfte ist es nach dieser Untersuchung sogar nie sinnvoll zu punten. Die Untersuchung ergab jedoch auch, dass Trainer bei ihrer Entscheidung sehr viel konservativer sind. Von 1.604 Malen, in denen nach der Untersuchung das Punten die bessere Option war, wurde neun Mal versucht ein neues First Down zu erzielen, von den 1.068, bei denen nicht zu punten die bessere Option wäre, wurde 959 Mal dennoch gepuntet.